# Maurice Floquet
Maurice Noël Floquet (25 de dezembro de 1894 – 10 de novembro de 2006) foi um supercentenário francês, que aos 111 anos, era o homem mais velho da França e um dos últimos veteranos franceses da Primeira Guerra Mundial. Ele também era o soldado mais velho da França.

## Durante a Primeira Guerra Mundial
Floquet estava na artilharia durante a Primeira Guerra Mundial. Sua história militar foi relatada várias vezes. Dizia-se que ele se juntou em setembro de 1914 e serviu na frente belga em dezembro de 1914. Ele foi ferido em várias ocasiões. A primeira dessas feridas veio na Segunda Batalha do Marne. A segunda ocorreu na Batalha do Somme durante a luta corpo-a-corpo com baionetas. A terceira ferida ocorreu na parte Beauséjour da Batalha de Neuve Chapelle; um pedaço de pedra perfurou a garganta de Floquet e obstruiu sua respiração. De todas as contas, era um soldado inimigo que tirou a rocha e salvou a vida de Floquet.
Um ano depois, e de volta à linha da frente, Floquet foi novamente ferido na cabeça e no braço esquerdo quando uma granada explodiu. O buraco na cabeça de Floquet foi remendado por uma enfermeira que encontrou um pedaço de cartilagem de outra pessoa. A orelha externa de Floquet foi explodida. Depois de se recuperar, no final da guerra, Floquet foi enviado para uma fábrica de bombas e foi desarmado em 1919. Floquet ainda tinha uma bala alemã alojada em seu braço.

## Depois da guerra
Depois da guerra, Floquet casou-se e tornou-se um reparador de trator. Ele trabalhou seu jardim até ele ter mais de 100 anos. Aos 110 anos, ele ainda andava de bicicleta durante 20 minutos por dia no quintal de seu apartamento, um feito incomum para um supercentenário. No entanto, em novembro de 2006, Floquet foi descrito como "confinado à cama".

## Comemoração
Floquet tornou-se o veterano vivo mais velho da França em 30 de março de 2002, após a morte de Hilaire D'Harboulle, de 109 anos. Ele se tornou o homem vivo mais velho da França em 13 de setembro de 2002, após a morte de Jean Latie, de 108 anos.
Em 25 de dezembro de 2004 (seu 110.º aniversário), Floquet foi promovido pelo presidente Jacques Chirac ao cargo de oficial na Legion d'honneur.
Em maio de 2006, Floquet tornou-se o homem francês mais velho de todos os tempos, quando superou o argelino-francês Émile Fourcade (1884-1995), que viveu até 111 anos e 153 dias.
De todas as contas, Floquet gostava de assistir esportes na TV e não gostava de usar seus óculos. Foi permitido um copo cheio de vinho tinto todos os dias e Champagne em ocasiões especiais.
Em outubro de 2006, Floquet enviou cartas a Henry Allingham (então o homem mais velho da Grã-Bretanha e veterano vivo mais velho) e Robert Meier (o homem mais velho da Alemanha e o veterano veterano mais velho). Os três compartilhavam o status único de cada um sendo tanto o homem mais velho quanto o veterano mais velho de seus respectivos países. No momento da sua morte, Floquet era o homem vivo mais velho da Europa.

## Morte
Floquet morreu em 10 de novembro de 2006 aos 111 anos e 320 dias. Ele morreu apenas um dia antes do 88.º aniversário do fim da Primeira Guerra Mundial.